# Contenido abierto

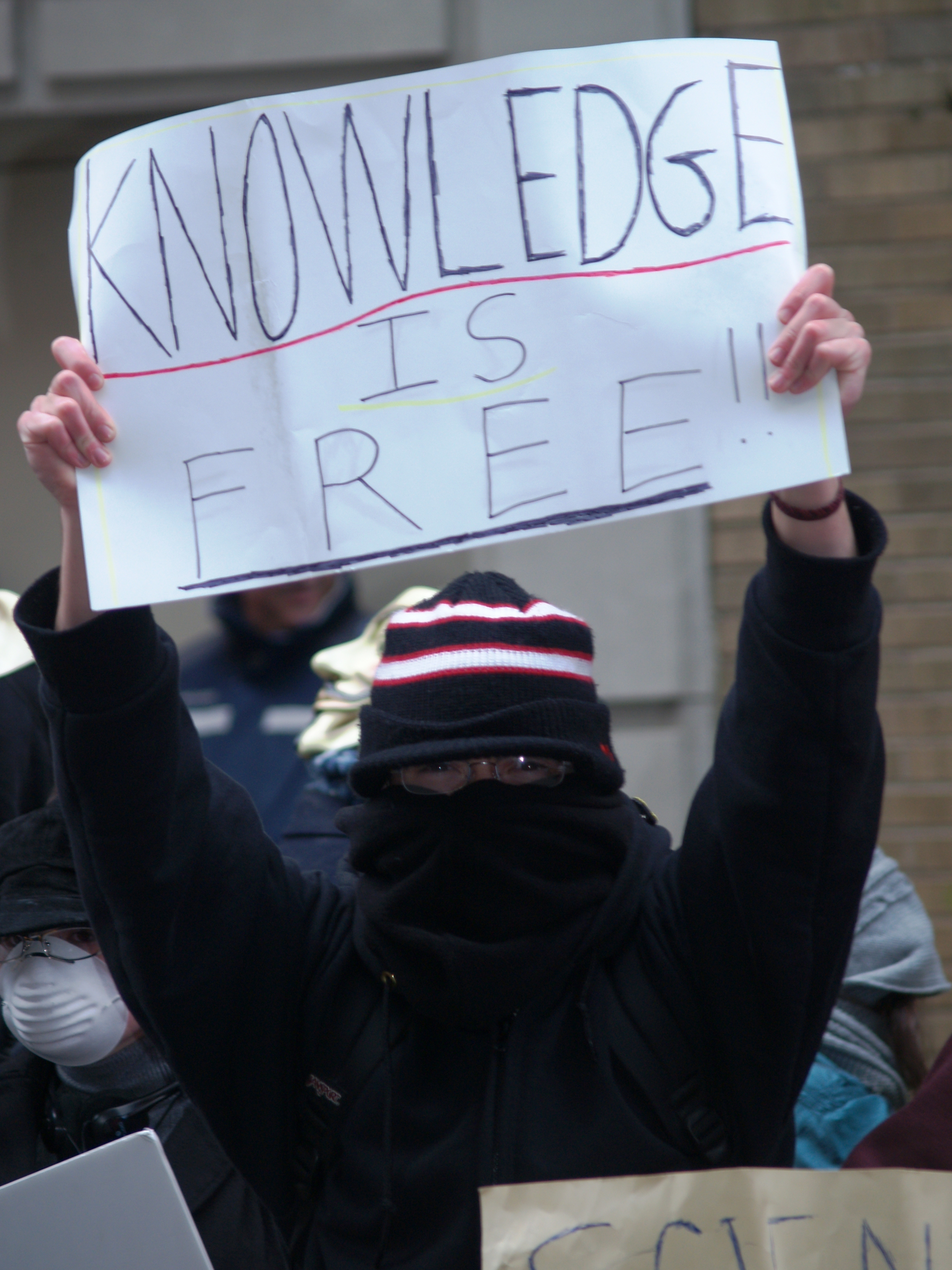
Protesta de un grupo de Internet que se hace llamar "Anonymous" contra las prácticas y la situación fiscal de la w:Church of Scientology. Los manifestantes creen que la iglesia es una secta que perjudica a sus practicantes y que su condición de iglesia libre de impuestos debería revocarse, ya que, según afirman, parece más bien una corporación.

Contenido abierto (en inglés open content, analogía de open source) es un concepto que acuñó David Wiley (Universidad de Utah, Estados Unidos) en 1998 para describir cualquier contenido (artículos, dibujos, audios, videos, etc.) publicado bajo una licencia no restrictiva y bajo un formato que permita explícitamente su copia, distribución y modificación. 
El concepto contenido abierto es heredero de la filosofía del copyleft y de Free Software, que posee como ejemplo su Licencia de Documentación Libre GNU, bajo la cual se publica esta enciclopedia. Si bien en un principio los contenidos abiertos aportaron un modelo de licencia propio, OpenContent License (OPL, 1998), actualmente la Open Content Organization aconseja el uso de los modelos de licencia Creative Commons, inspirados en las GNU GPL. Creative Commons se constituyó en 2002 por algunos profesores y profesionales norteamericanos y británicos, y fue liderado por el profesor Lawrence Lessig (Universidad de Stanford, Estados Unidos).
En la actualidad, los contenidos abiertos se están difundiendo y utilizando mayoritariamente en el campo de la Educación Superior, donde es crítica la transferencia de conocimientos con las menores restricciones. Si los contenidos abiertos se han hecho un lugar prominente en la cultura académica, se debe a que responden a tres condiciones importantes para compartir recursos educativos: el contexto didáctico, la tecnología empleada para dotarlos de reutilización y la libre disposición de la propiedad intelectual.
Con base en la definición de contenido libre del wiki Freedomdefined.org, este tipo de trabajos ofrecen las siguientes libertades:
- La libertad para estudiar el trabajo y aplicar el conocimiento adquirido a partir del mismo.
- La libertad para redistribuir copias, en totalidad o en parte, de la información o expresión.
- La libertad para hacer mejoras u otros cambios, y para facilitar las copias modificadas.

## Algunos proyectos de contenidos abiertos
- Nupedia
- Open Directory Project
- Wikipedia
- The Worldwide Lexicon
- Enciclopedia Libre